# Narain Karthikeyan
Kumar Ram Narain Karthikeyan (* 14. ledna 1977, Čennaí, Indie) je indický automobilový závodník, pilot Formule 1. Ve Formuli 1 debutoval v roce 2005 v týmu Jordan. Jeho nejlepším výsledkem bylo 4. místo v závodě, ve kterém jelo pouze 6 vozů. Po několikaleté pauze se ale do Formule 1 v sezoně 2011 vrátil a usedl do kokpitu Hispania Racing. Od Grand Prix Velké Británie 2011 byl nahrazen Danielem Ricciardem, poté startoval ještě v domácí Grand Prix Indie, kde nahradil Vitantonia Liuzziho.
Pro sezonu 2012 byl potvrzen jako pilot stáje HRT.

## Kariéra ve Formuli 1

### 2005:Jordan
Narain závodil za tým Eddieho Jordana.Maximem bylo 4. místo z Grand Prix USA 2005 kde startoval jen 6 vozů.

### 2006-2007:Testman Williamsu
Stáj Williams F1 dala Narainovi možnost být testmanem,a nebyl o moc pomalejší než jednička v roce 2006.tedy Mark Webber.Bohužel na rok 2007 dostal sedačku po boku Nica Rosberga Alex Wurz.

### 2011-2012: HRT
Do Grand Prix Austrálie se nekvalifikoval a FIA týmu HRT odmítla udělit výjimku a to jak v roce 2011 tak i 2012. V roce 2011 startoval s HRT až do Grand Prix Evropy 2011.Pak jej nahradil Australan Daniel Ricciardo.Narain za tým startoval pak ještě na Grand Prix Indie 2011 kde ale nahradil Itala Tonia Liuzziho.Po 24. místě v kvalifikaci obsadil v malajsijské velké ceně 22. příčku. Čtyřiadvacátý skončil i v kvalifikaci na Velkou cenu Číny a v závodě obsadil 22. místo. Čtyřiadvacátý skončil i v kvalifikaci na Velkou cenu Bahrajnu a v závodě obsadil 21. místo. V kvalifikaci Grand Prix Španělska nesplnil kvalifikační limit, ale do závodu byl připuštěn. V 22. kole musel odstoupit kvůli závadě na řízení. Patnáctý skončil v GP Monaka po startu z 23. příčky. Ve velké ceně Abu Dhabi musel odstoupit kvůli kolizi s Nicem Rosbergem.

## Kompletní výsledky ve Formuli 1
| Legenda k tabulce | Legenda k tabulce                                                                       |
| Barva             | Výsledek                                                                                |
| ----------------- | --------------------------------------------------------------------------------------- |
| Zlatá             | Vítěz                                                                                   |
| Stříbrná          | 2. místo                                                                                |
| Bronzová          | 3. místo                                                                                |
| Zelená            | Bodované umístění                                                                       |
| Modrá             | Nebodované umístění                                                                     |
| Modrá             | Dokončil neklasifikován (NC)                                                            |
| Fialová           | Odstoupil (Ret)                                                                         |
| Červená           | Nekvalifikoval se (DNQ)                                                                 |
| Červená           | Nepředkvalifikoval se (DNPQ)                                                            |
| Černá             | Diskvalifikován (DSQ)                                                                   |
| Bílá              | Nestartoval (DNS)                                                                       |
| Bílá              | Závod zrušen (C)                                                                        |
| Světle modrá      | Pouze trénoval (PO)                                                                     |
| Světle modrá      | Páteční testovací jezdec (TD)                                                           |
| Bez barvy         | Netrénoval (DNP)                                                                        |
| Bez barvy         | Vyřazen (EX)                                                                            |
| Bez barvy         | Nepřijel (DNA)                                                                          |
| Bez barvy         | Odvolal účast (WD)                                                                      |
| Bez barvy         | Nezúčastnil se (prázdné)                                                                |
| Označení          | Význam                                                                                  |
| Tučnost           | Pole position                                                                           |
| Kurzíva           | Nejrychlejší kolo                                                                       |
| †                 | Jezdec nedojel do cíle, ale byl klasifikován, protože odjel více než 90 % délky závodu. |
| ‡                 | Byl udělován poloviční počet bodů, protože bylo odjeto méně než 75 % délky závodu.      |
| Horní index       | Umístění bodujících jezdců ve sprintu                                                   |

| Rok                                                      | Tým                     | Šasi          | Motor                  | 1       | 2       | 3       | 4      | 5       | 6       | 7       | 8       | 9      | 10     | 11      | 12      | 13     | 14      | 15      | 16     | 17     | 18      | 19      | 20     | Body | Umístění  |
| -------------------------------------------------------- | ----------------------- | ------------- | ---------------------- | ------- | ------- | ------- | ------ | ------- | ------- | ------- | ------- | ------ | ------ | ------- | ------- | ------ | ------- | ------- | ------ | ------ | ------- | ------- | ------ | ---- | --------- |
| 2005                                                     | Jordan Grand Prix       | Jordan EJ15   | Toyota RVX-05 3,0 V10  | AUS 15  | MAL 11  | BHR Ret | SMR 12 | ESP 13  | MON Ret | EUR 16  | CAN Ret | USA 4  | FRA 15 | GBR Ret | GER 16  | HUN 12 | TUR 14  | ITA 20  |        |        |         |         |        | 5    | 18. místo |
| 2005                                                     | Jordan Grand Prix       | Jordan EJ15B  | Toyota RVX-05 3,0 V10  |         |         |         |        |         |         |         |         |        |        |         |         |        |         |         | BEL 11 | BRA 15 | JPN 15  | CHN Ret |        | 5    | 18. místo |
| 2006 – 2010: Narain Karthikeyan se neúčastnil Formule 1. |                         |               |                        |         |         |         |        |         |         |         |         |        |        |         |         |        |         |         |        |        |         |         |        |      |           |
| 2011                                                     | Hispania Racing F1 Team | Hispania F111 | Cosworth CA2011 2,4 V8 | AUS DNQ | MAL Ret | CHN 23  | TUR 21 | ESP 21  | MON 17  | CAN 17  | EUR 24  | GBR    | GER TD | HUN     | BEL     | ITA    | SIN TD  | JPN TD  | KOR TD | IND 17 | ABU     | BRA     |        | 0    | 26. místo |
| 2012                                                     | HRT F1 Team             | HRT F112      | Cosworth CA2012 V8     | AUS DNQ | MAL 22  | CHN 22  | BHR 21 | ESP Ret | MON 15  | CAN Ret | EUR 18  | GBR 21 | GER 23 | HUN Ret | BEL Ret | ITA 19 | SIN Ret | JPN Ret | KOR 20 | IND 21 | ABU Ret | USA 22  | BRA 18 | 0    | 24. místo |